# 1344 Caubeta
1344 Caubeta è un asteroide della fascia principale. Scoperto nel 1935, presenta un'orbita caratterizzata da un semiasse maggiore pari a 2,2475240 au e da un'eccentricità di 0,1198327, inclinata di 5,65855° rispetto all'eclittica.
L'asteroide è dedicato a Paul Caubet, astronomo dell'osservatorio di Tolosa.
Nel 2019 ne è stata scoperta la probabile natura binaria, senza tuttavia assegnare un nome pur provvisorio al satellite.